# 剛鐸聖白樹

剛鐸盾牌上的紋章，上有聖白樹、王冠和七顆星的圖案。

在英國作家托爾金筆下的奇幻世界中土大陸裡，剛鐸聖白樹（英語：White Tree of Gondor）是坐落於米那斯提力斯噴泉庭院中的一棵樹，同時也是剛鐸國旗織上的紋章。

## 歷史

### 第一棵聖白樹
剛鐸聖白樹最初來自於第二紀元時期努曼諾爾的白樹寧羅斯上的一棵果實。當時在索倫下令摧毀寧羅斯之前，伊蘭迪爾之子埃西鐸冒險從寧羅斯樹上摘取一棵果實，而因此被該處守衛圍攻、身負重傷，但在果實被種下、樹苗長出第一片葉子時，埃西鐸便痊癒了。
後來，在努曼諾爾沉沒時，白樹樹苗被伊蘭迪爾與埃西鐸帶至中土大陸，並被種在米那斯伊西爾的王宮前。但當索倫重返中土大陸時，率大軍攻下米那斯伊西爾，白樹被毀，埃西鐸帶著樹苗再次逃走。

### 第二棵聖白樹
在最後聯盟戰役爆發、索倫被殺之後，埃西鐸於米那斯雅諾（即米那斯提力斯）種下白樹樹苗，以紀念其陣亡的弟弟安那瑞安。第三紀元1636年，這棵聖白樹在席捲剛鐸的大瘟疫當中枯死。

### 第三棵聖白樹
直至1640年，剛鐸國王塔龍多再度種下聖白樹樹苗。但此棵聖白樹仍於2852年貝列克索二世逝世後枯死，而且再也找不到樹苗；枯死的聖白樹被留在原處。

### 第四棵聖白樹
當3019年至尊魔戒被毀、亞拉岡登基後，他在巫師甘道夫的協助下，於可俯瞰王城的明多陸安山上發現了聖白樹的幼苗，並將其在噴泉庭院裡種下；在當年六月，迅速成長的聖白樹已開滿了花朵。原先枯萎的老樹則被從原處移走，安置在剛鐸的王陵拉斯迪南之中。

## 改編描述
在彼得·傑克森的《魔戒三部曲：王者再臨》電影改編中，並沒有顯示聖白樹幼苗被發現的場景。在剛鐸攻城戰中，亞拉岡率領援軍即將到達前，可見到已枯萎的聖白樹上開了一朵花。在亞拉岡的加冕典禮時，聖白樹已恢復生機。
魔戒電影中的聖白樹是由植樹專家布萊恩·麥西負責打造的，並參考了藝術家艾倫·李繪製的草圖。

## 外部連結
- 剛鐸聖白樹 （页面存档备份，存于）在Tolkien Gateway上的條目 （英文）